# Бирета
Бирета је вертикални цилиндрични лабораторијски суд са волуметријском градуацијом на целој својој дужини и са славином на дну. Користи се за додавање одређене количине течног реагенса у експериментима који захтевају прецизност, као што је титрација. Бирете су веома прецизне - бирета запремине 50 милилитара има тачност 0,1 милилитар (класа Б) или 0,06 милилитара (класа А).
Мерење запремине течности се врши тако што се од запремине коју бирета показује после испуштања течности одузме запремина коју је бирета показивала пре испуштања течности.